# Mollwitzer Marsch
Der Mollwitzer Marsch (Armeemarsch I, 1e) ist ein Präsentiermarsch für Fußtruppen.
Der Marsch wurde von Friedrich dem Großen im Lager von Mollwitz komponiert. Die Benennung hat nichts mit der Schlacht bei Mollwitz zu tun. Friedrich erreichte Mollwitz erst zehn Tage nach dieser.